# Kodrąb
Kodrąb è un comune rurale polacco del distretto di Radomsko, nel voivodato di Łódź.
Ricopre una superficie di 105,79 km² e nel 2004 contava 4 738 abitanti.